# Пшидаткі-Пшибишовські
Пшидаткі-Пшибишовські (пол. Przydatki Przybyszowskie) — село в Польщі, у гміні Кобелі-Великі Радомщанського повіту Лодзинського воєводства.
У 1975-1998 роках село належало до Пйотрковського воєводства.